# Notiocharis pilosternata
Notiocharis pilosternata és una espècie d'insecte dípter pertanyent a la família dels psicòdids que es troba a Àfrica: la República Democràtica del Congo.